# Alte Veste

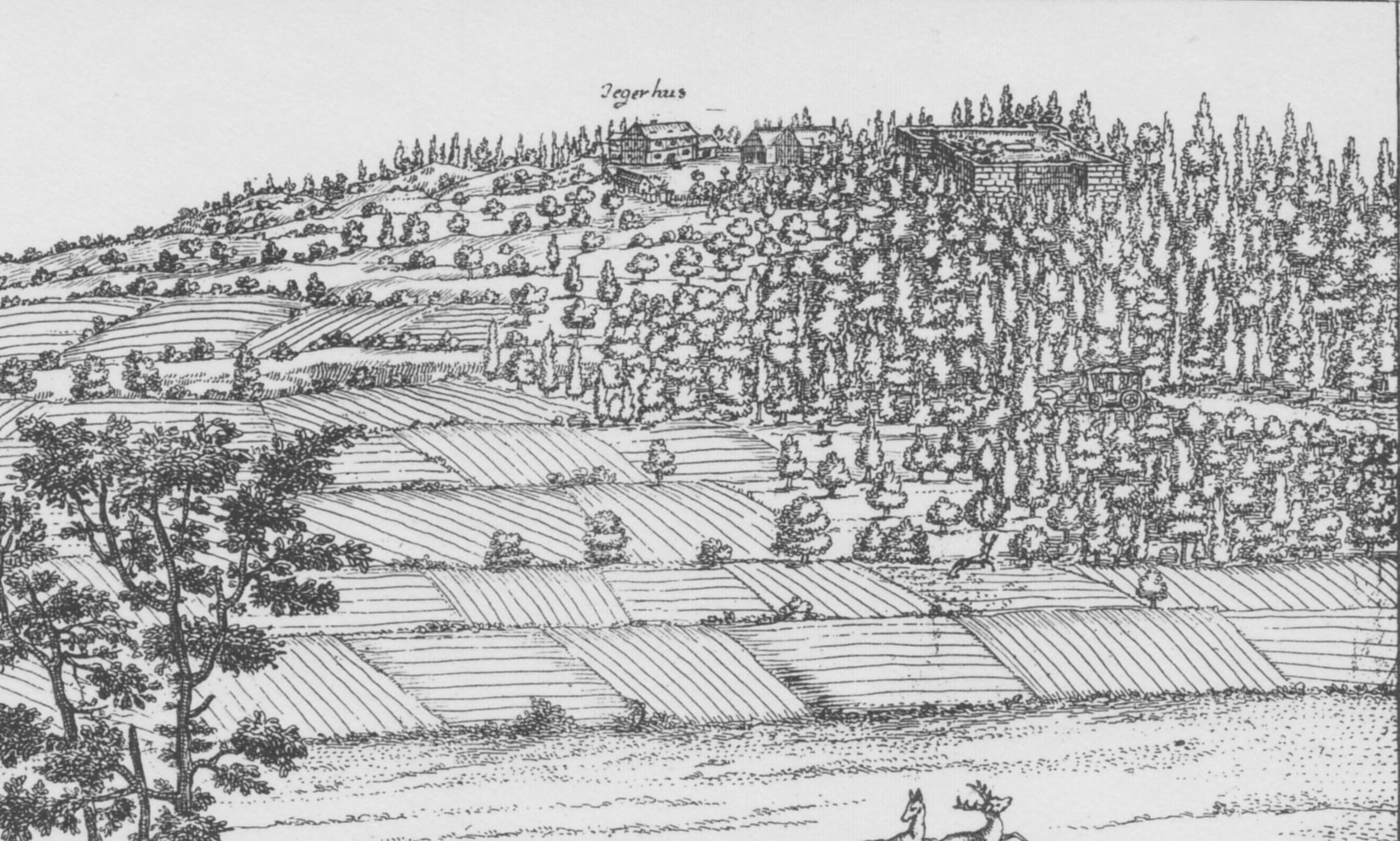
Alte Veste in einer Zeichnung aus dem Jahre 1705

Die Alte Veste (fränkisch: „Ald(e) Festn“), früher auch Burg Berch genannt, ist ein Gemeindeteil der Stadt Zirndorf im Landkreis Fürth (Mittelfranken, Bayern). Alte Veste liegt in der Gemarkung Zirndorf.

## Geographie
Die Einöde mit Ruinenresten und Aussichtsturm liegt im Wald nördlich von Zirndorf am höchsten Punkt des Rosenberges (östlichster Ausläufer des Cadolzburger Rückens). Ein Anliegerweg führt zur Staatsstraße 2242 (Fürther Straße).

## Geschichte
Erste Überlieferungen der Befestigung belegen eine im 13. Jahrhundert bestehende Turmhügelburg (Motte). Am 29. April 1306 verkaufte der Zirndorfer Reichsministeriale Heinrich von Berg „vnser Burch den Berch“ an die Burggrafschaft Nürnberg. Bereits zuvor hatte er sie an den Nürnberger Finanzmann Groß verpfändet. Dies ist zugleich die erste urkundliche Erwähnung. 1325 wurde die Burg „zv dem alten Perge“ genannt, Anfang des 17. Jahrhunderts erstmals „Alte Veste“.
In den Wirren des Städtekriegs von 1387 bis 1389 wurden die vorhandenen Wehranlagen im Jahr 1388 von den Nürnbergern geschleift.

### 17. und 18. Jahrhundert
Schlacht an der Alten Veste: Der Höhenzug rund um die Burgruine war 1632 im Dreißigjährigen Krieg für einige Tage Schauplatz einer Schlacht zwischen den kaisertreuen Truppen unter Wallenstein und den schwedischen Truppen unter König Gustav II. Adolf von Schweden. Die schwedischen Truppen, die in Nürnberg lagerten, griffen die Stellungen Wallensteins in Zirndorf und Umgebung aus dem Osten an. Wallenstein hatte im Westen von Nürnberg ein riesiges Feldlager mit über 50.000 Söldnern nebst Tross anlegen und befestigen lassen. Nach zwei Tagen schwerer Gefechte mit vielen Toten auf beiden Seiten wurde die Schlacht von den Schweden abgebrochen. Mit diesem Ausgang hatte Wallenstein nach Ansicht von Historikern die Schlacht mit Vorteilen für seine Seite beendet. Die bislang siegreichen Schweden konnten die Schlacht selbst dort bei Nürnberg nicht gewinnen, wo sie viel Unterstützung fanden.
Gegen Ende des 18. Jahrhunderts bestand Alte Veste aus einem Anwesen. Das Hochgericht übte das brandenburg-ansbachische Oberamt Cadolzburg aus. Das Wildmeisterhaus hatte das Kastenamt Cadolzburg als Grundherrn.

### 19. Jahrhundert
Von 1797 bis 1808 unterstand der Ort dem Justiz- und Kammeramt Cadolzburg. Im Rahmen des Gemeindeedikts wurde Alte Veste dem 1808 gebildeten Steuerdistrikt Zirndorf zugeordnet. Es gehörte auch der 1808 gegründeten Ruralgemeinde Zirndorf an.
Anlässlich des 200. Jahrestages der Schlacht erfolgte am 24. August 1832 die feierliche Grundsteinlegung zum Bau eines Aussichtsturmes, welcher 1839 fertiggestellt wurde. Die Festschrift erstellte der damalige Erste Bürgermeister von Nürnberg, Jakob Friedrich Binder. Der Turm diente Einwohnern von Fürth und Nürnberg als Naherholungsort und wurde durch die Ausgabe von Aktien finanziert.

### 20. Jahrhundert bis heute
Der Aussichtsturm und das darunterliegende Gewölbe wurde im Zweiten Weltkrieg durch die Wehrmacht als Luftabwehrstützpunkt und zur Kriegsfabrikation genutzt. Die Keller können heute nicht mehr betreten werden und die Eingänge sind vermauert. Der Vestner Turm wurde am 17. April 1945 kurz vor dem Einmarsch der alliierten Truppen durch die Wehrmacht gesprengt.
Von 1979 bis 1980 wurde ein neuer Turm auf dem Platz im Wald erbaut, dessen Einweihung am 17. September 1980 stattfand. Der Turm hat sich schon längst als Wahrzeichen Zirndorfs etabliert.
Noch heute kann man um den Turm die rechteckigen Grundmauern des geschleiften Wehrturms erkennen. Der wieder aufgebaute Turm selbst ist ein beliebter und kostenlos begehbarer Aussichtspunkt – bei gutem Wetter hat man einen exzellenten Blick auf Zirndorf, Fürth, Nürnberg und sogar auf die Fränkische Schweiz im Nordosten und das Altmühltal im Süden. Im umliegenden Waldgebiet kann man auf einem beschilderten Rundgang die Stätten des Dreißigjährigen Krieges einsehen, so z. B. (nur 400 Meter entfernt) einen nachgebauten Teil einer Artillerie-Schanze der wallensteinschen Verteidigungsanlagen.
In unmittelbarer Nähe des Aussichtsturms befindet sich der Gasthof Alte Veste.
Der Turm wird von der Feuerwehr als Relaisfunkstelle für den BOS-Funk benutzt.
Seit 2021 ist die Alte Veste Bestandteil des ca. 20 km langen Erlebnisweg „Wallensteins Lager“, angelegt durch eine Kooperation der Städte Zirndorf, Oberasbach und Stein. An 28 Informationsstelen (mit QR-Codes für weitere mediale Informationen über App) wird die Zeit der Belagerung im Jahr 1632 „erlebbar“ gemacht. Der Themenweg setzt in gleicher Weise den erlebbaren Naturraum in Bezug zu den geschichtlichen Ereignissen, wie er die Auswirkungen für die damalige Bevölkerung unserer Kommunen deutlich macht. Seit 2019 kann man vom Vestner Turm aus die Dimensionen des Heerlagers mittels einer Viscope betrachten.

### Baudenkmäler
- Alte Veste[12]
- Haus Nr. 1: Forsthaus[12]
- Haus Nr. 2: Gasthaus[12]

### Einwohnerentwicklung
| Jahr      | 001818 | 001840 | 001861 | 001871 | 001885 | 001900 | 001925 | 001950 | 001961 | 001970 | 001987 |
| Einwohner | 12     | 11     | 18     | 10     | 11     | 10     | 14     | 50     | 10     | 10     | 3      |
| Häuser    | 2      | 1      |        |        | 2      | 3      | 3      | 3      | 2      |        | 2      |
| Quelle    | [ 14 ] | [ 15 ] | [ 16 ] | [ 17 ] | [ 18 ] | [ 19 ] | [ 20 ] | [ 21 ] | [ 22 ] | [ 23 ] | [ 24 ] |

## Religion
Der Ort ist seit der Reformation evangelisch-lutherisch geprägt und bis heute nach St. Rochus (Zirndorf) gepfarrt. Die Einwohner römisch-katholischer Konfession sind nach St. Josef (Zirndorf) gepfarrt.

## Bildergalerie

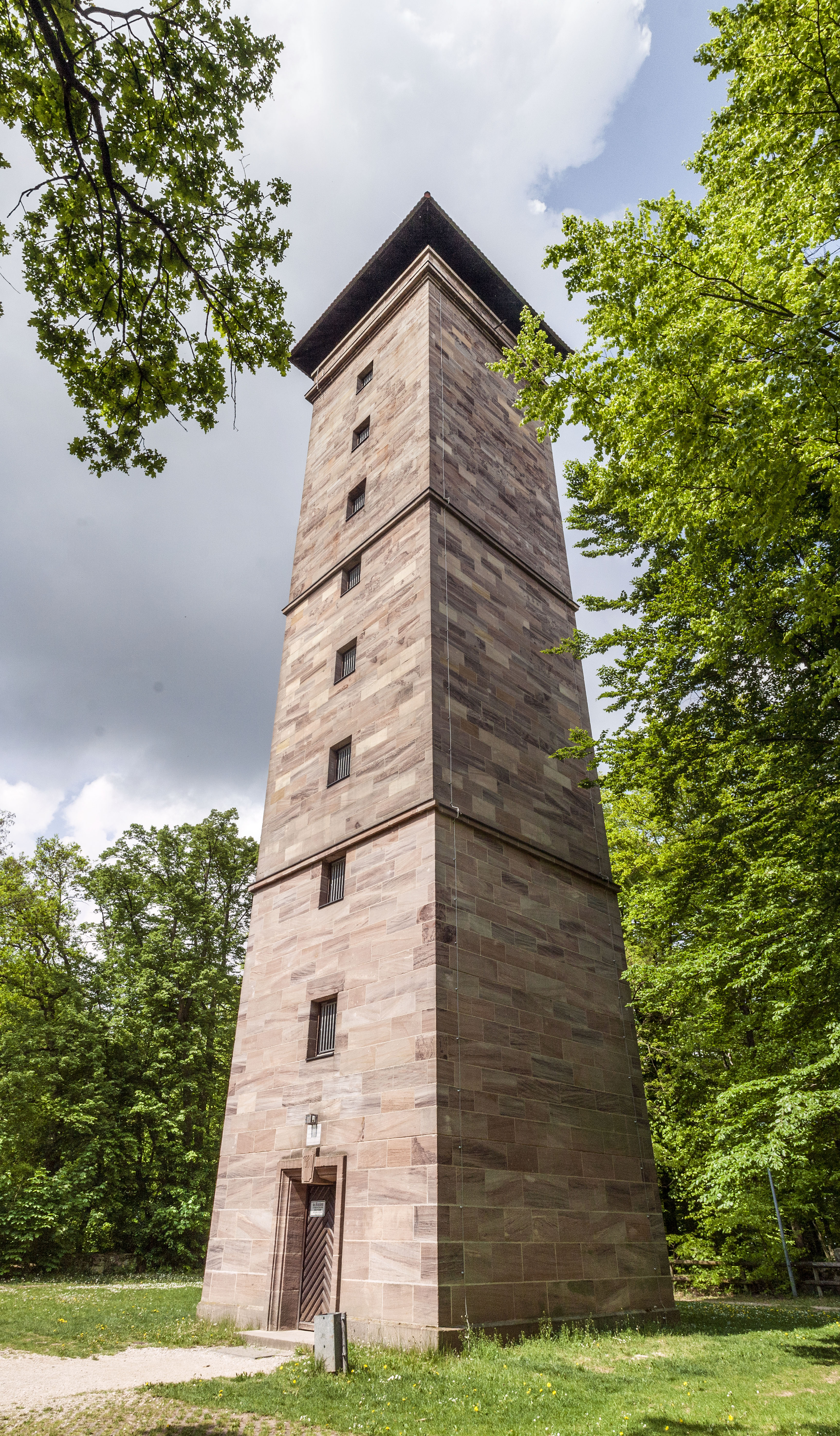
Der Aussichtsturm
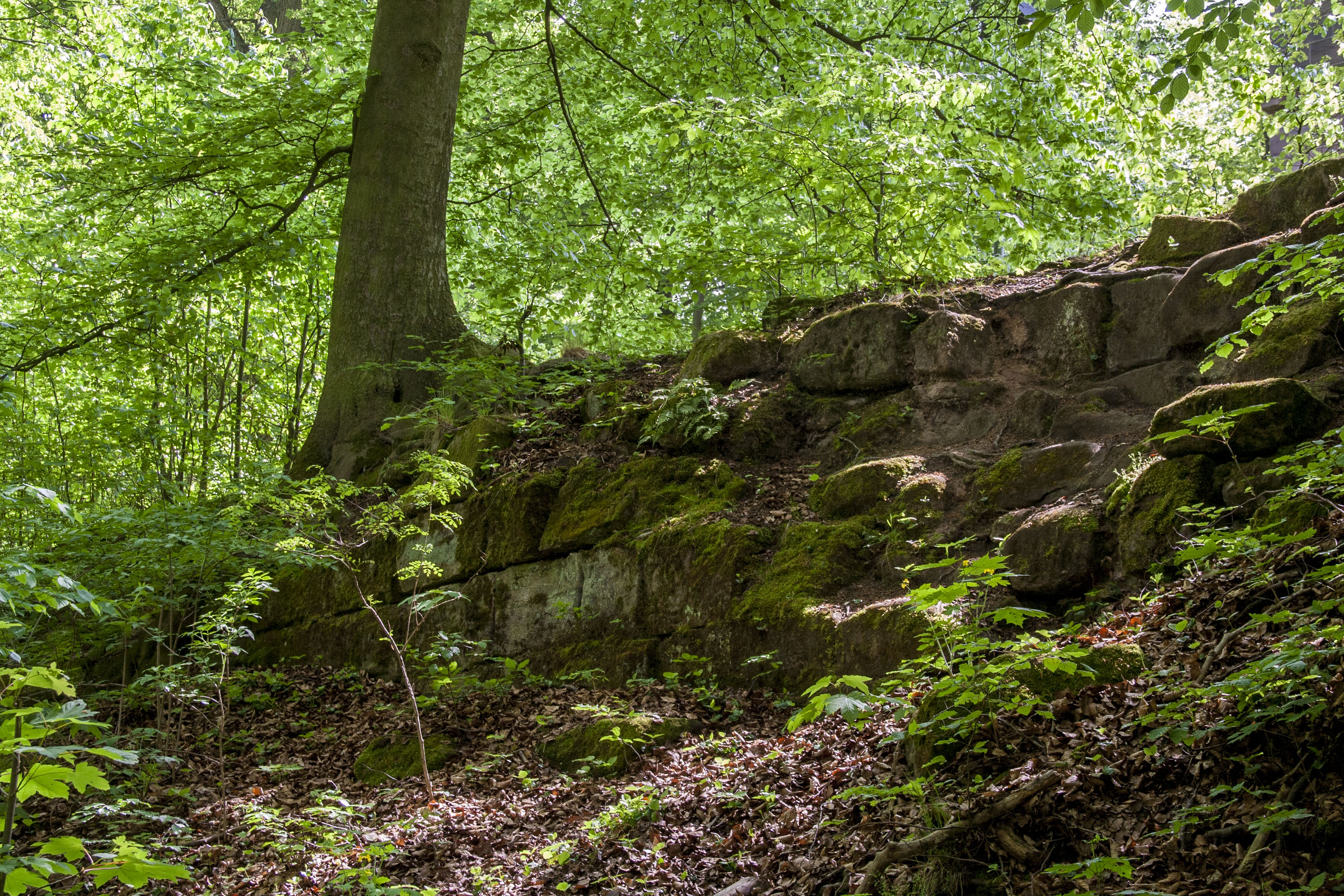
Mauerreste
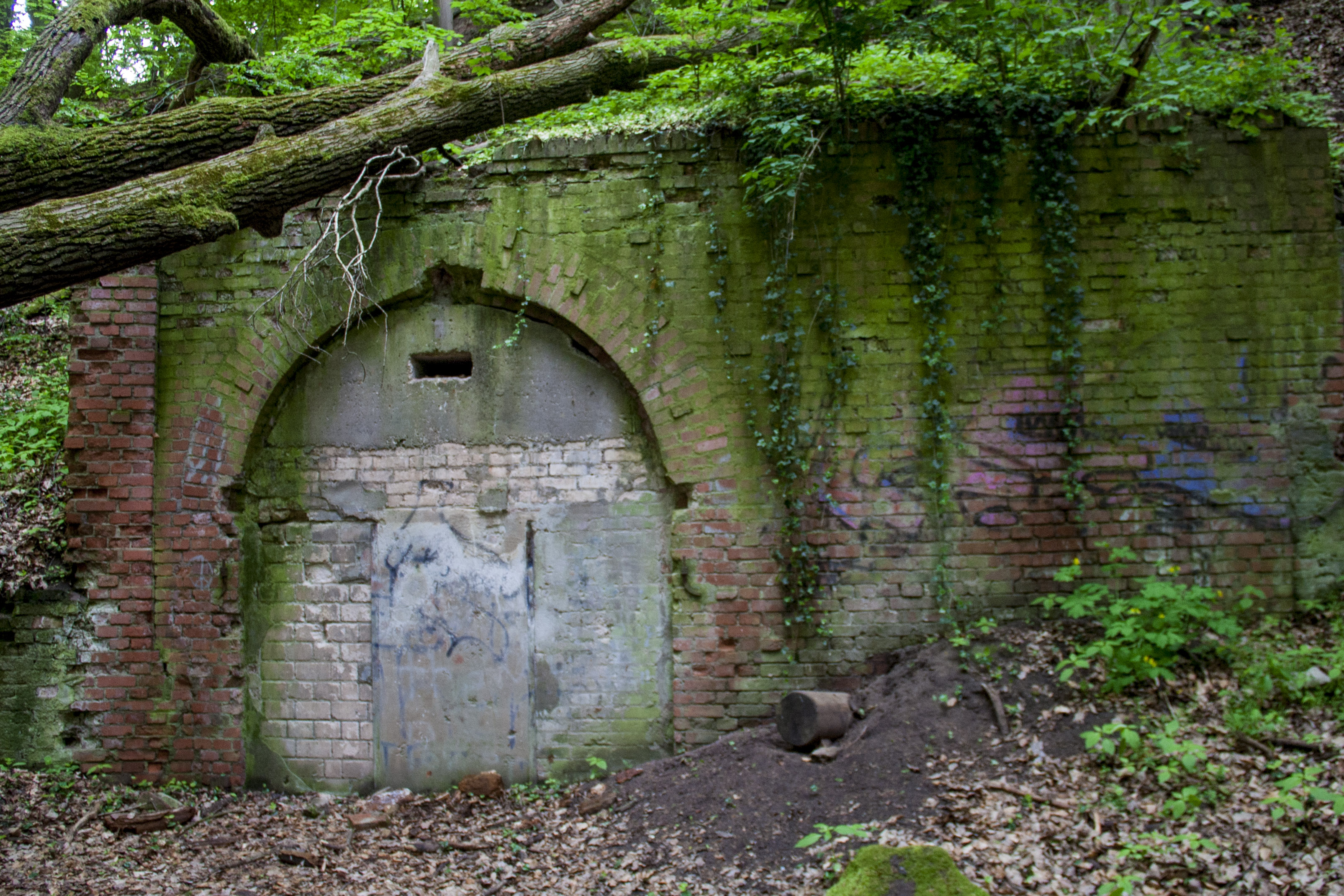
Vermauerter Kellereingang
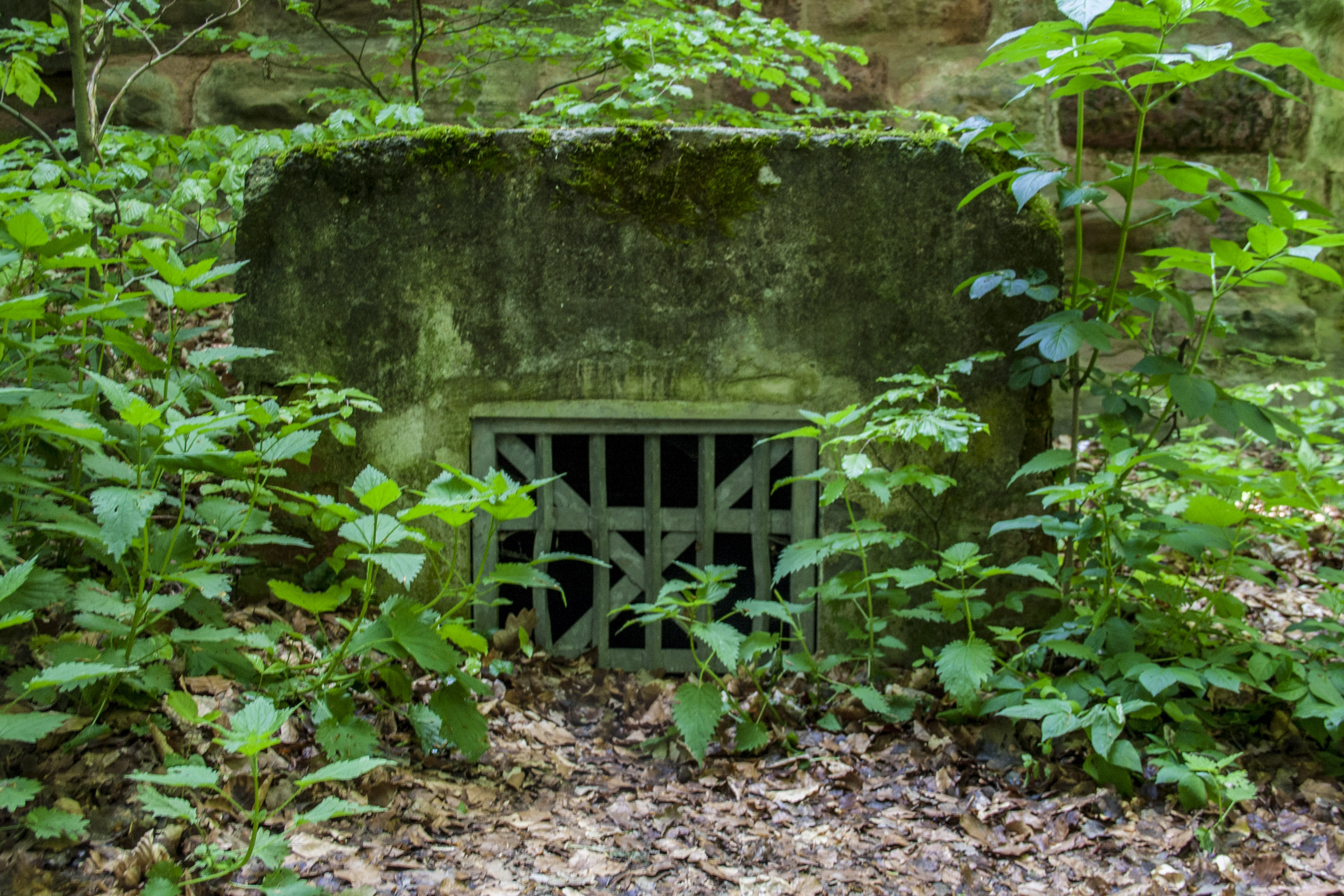
Lüftungsschacht des Kellers
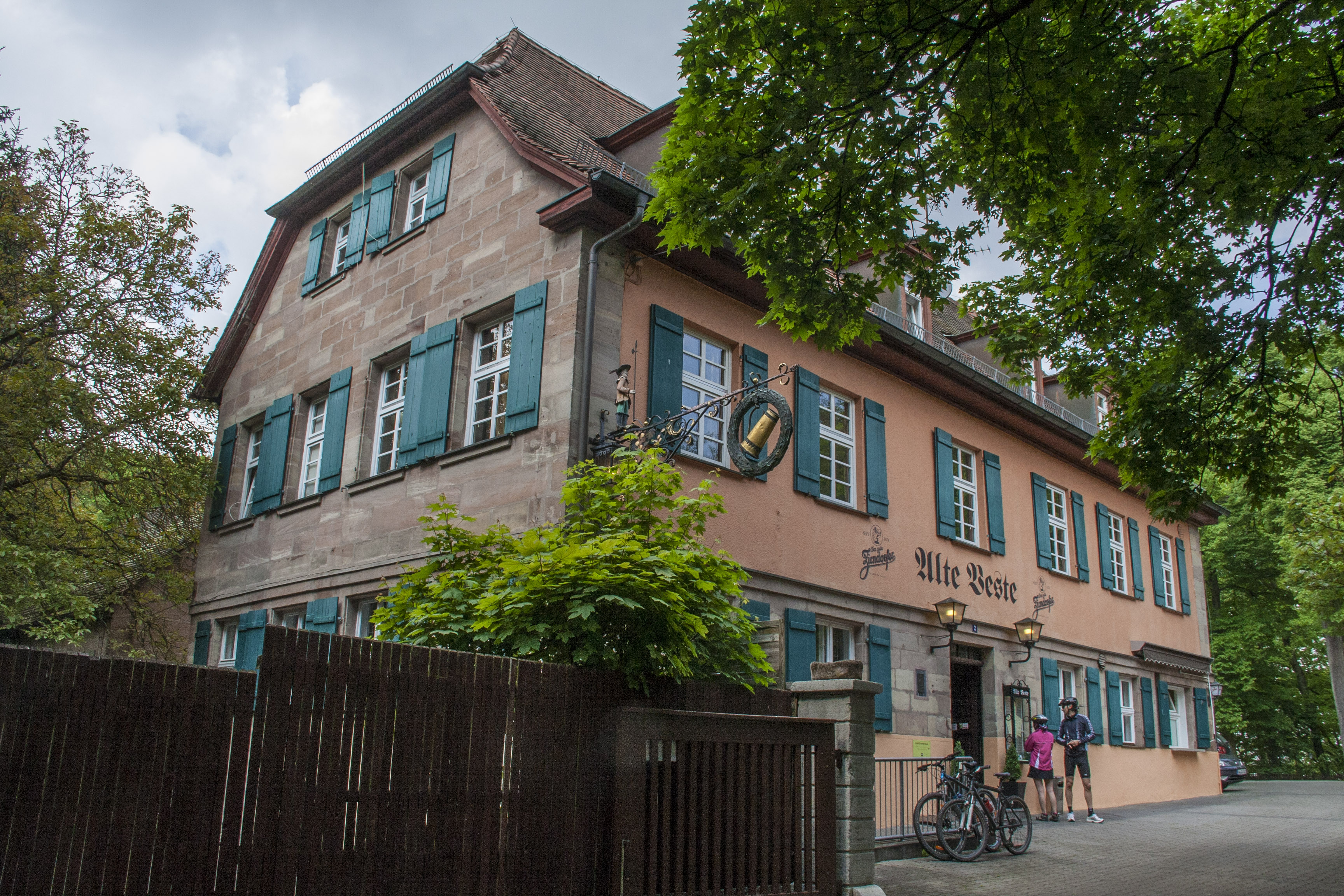
Gasthof „Alte Veste“